# أريفة

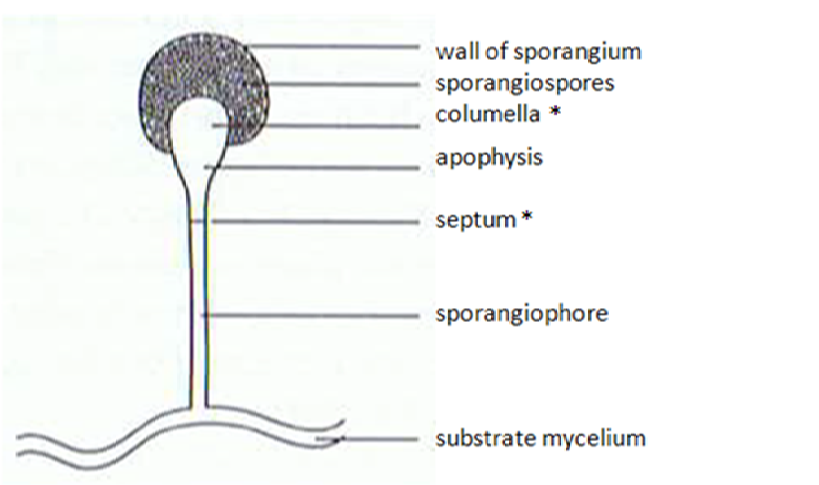
فطر اقتراني مع الأُريفة

الأُرَيْفَة دعامةٌ صغيرة تقوم كالشاهد في بعض أجناس وأنواع الفطور المجهرية.